# Исследование Нептуна
Исследование Нептуна с близкого расстояния было проведено лишь космическим аппаратом «Вояджер-2», который совершил пролёт мимо планеты в августе 1989 года. Экспедиция Neptune Orbiter была отменена, никаких других полётов к Нептуну проделано не было. На данный момент известно, что Нептун является газовым гигантом и не имеет твёрдой поверхности, таким образом, проведение миссии по высадке посадочного модуля маловероятно. НАСА рассматривает возможность запустить к Нептуну КА Neptune Orbiter со спуском в атмосферу Нептуна двух зондов. Доктора Бьенсток и Аткинсон на конференции Американского геофизического союза предлагали отправить в январе 2016 года к Нептуну космический корабль массой около 36 тонн, который доставил бы в 2029 году два зонда вхождения в атмосферу Нептуна — один по направлению вращения Нептуна, другой — против. После этого корабль должен был выйти на орбиту Тритона в октябре 2033 года и отправить на его поверхность спускаемый аппарат. Один вариант, предложенный на 2040-е годы, называется Neptune-Triton Explorer (NTE). Орбитальная миссия под названием Trident была официально предложена JPL для включения в программу «Discovery» в 2019 году. Концепция миссии ODINUS предполагает запуск в 2034 году двух одинаковых космических кораблей для исследования систем Нептуна и Урана. Миссия OSS (OSS mission) — предлагаемая совместная миссия ESA и NASA. Кроме пролёта мимо Нептуна её основной задачей будет составление карты гравитационных полей в глубоком космосе, включая внешнюю область Солнечной системы (до 50 а.е. от Солнца).

## Вояджер-2
Нептун был последней планетой, которую посетил Вояджер-2. Космический корабль пролетел всего в 3000 км над северным полюсом планеты. Было проведено изучение атмосферы, магнитосферы, колец и спутников. Также удалось сделать несколько открытий, таких как Большое Тёмное Пятно и Тритон с гейзерами.
Вояджер-2 показал, что в атмосфере Нептуна происходят очень динамичные процессы, хотя она получает лишь 3 % солнечного света, получаемого Юпитером. Станция обнаружила антициклон называемый Большое Тёмное Пятно, похожий на открытые Джованни Кассини на Юпитере Большое красное пятно и Малое красное пятно. Но, снимки, сделанные космическим телескопом Хаббла показали, что Большое тёмное пятно исчезло.
Во время приближения к планете Вояджер-2 обнаружил четыре кольца и дуги (или неполные кольца) над Нептуном. Радиолокаторы станции обнаружили, что день на Нептуне длится шестнадцать часов семь минут. На полюсах были замечены полярные сияния, как и на Земле, но гораздо более сильные.
Вояджер-2 обнаружил шесть лун Нептуна, но только три были сфотографированы в деталях: Протей, Нереида, и Тритон. Протей по форме напоминает эллипс очень тёмного (почти как сажа) цвета.

## «Джеймс Уэбб»
В 2022 году с помощью космического телескопа «Джеймс Уэбб» впервые за 30 лет получены самые чёткие снимки колец Нептуна, многие из которых не были видны на фотографиях со времен пролёта Вояджера-2 в 1989 году. Газопылевые кольца, окружающие Нептун, почти не изучены учёными из-за большого расстояния до планеты и отсутствия орбитальных миссий в её окрестностях. Полученные снимки помогут учёным раскрыть историю формирования колец и лун Нептуна. Кроме того на снимках видны 7 из 14 известных спутников Нептуна. Самая яркая точка — скорее всего, самый большой спутник Тритон.